# Reprezentacja Tunezji w koszykówce mężczyzn
Reprezentacja Tunezji w koszykówce mężczyzn (arab. منتخب تونس لكرة السلة) – zespół koszykarski, reprezentujący Tunezję w meczach i sportowych imprezach międzynarodowych, znany także jako Les Aigles de Carthage, powoływany przez selekcjonera, w którym występować mogą wszyscy zawodnicy posiadający obywatelstwo tunezyjskie, niezależnie od wieku, czy narodowości. Za jej funkcjonowanie odpowiedzialna Tunezyjska Federacja Koszykówki.

## Udział w turniejach międzynarodowych

### Igrzyska olimpijskie
| Rok   | Pozycja                 | M                       | Z                       | P                       |
| ----- | ----------------------- | ----------------------- | ----------------------- | ----------------------- |
| 1936  | Część Francji           | Część Francji           | Część Francji           | Część Francji           |
| 1948  | Część Francji           | Część Francji           | Część Francji           | Część Francji           |
| 1952  | Część Francji           | Część Francji           | Część Francji           | Część Francji           |
| 1956  | Nie zakwalifikowała się | Nie zakwalifikowała się | Nie zakwalifikowała się | Nie zakwalifikowała się |
| 1960  | Nie zakwalifikowała się | Nie zakwalifikowała się | Nie zakwalifikowała się | Nie zakwalifikowała się |
| 1964  | Nie zakwalifikowała się | Nie zakwalifikowała się | Nie zakwalifikowała się | Nie zakwalifikowała się |
| 1968  | Nie zakwalifikowała się | Nie zakwalifikowała się | Nie zakwalifikowała się | Nie zakwalifikowała się |
| 1972  | Nie zakwalifikowała się | Nie zakwalifikowała się | Nie zakwalifikowała się | Nie zakwalifikowała się |
| 1976  | Nie zakwalifikowała się | Nie zakwalifikowała się | Nie zakwalifikowała się | Nie zakwalifikowała się |
| 1980  | Nie zakwalifikowała się | Nie zakwalifikowała się | Nie zakwalifikowała się | Nie zakwalifikowała się |
| 1984  | Nie zakwalifikowała się | Nie zakwalifikowała się | Nie zakwalifikowała się | Nie zakwalifikowała się |
| 1988  | Nie zakwalifikowała się | Nie zakwalifikowała się | Nie zakwalifikowała się | Nie zakwalifikowała się |
| 1992  | Nie zakwalifikowała się | Nie zakwalifikowała się | Nie zakwalifikowała się | Nie zakwalifikowała się |
| 1996  | Nie zakwalifikowała się | Nie zakwalifikowała się | Nie zakwalifikowała się | Nie zakwalifikowała się |
| 2000  | Nie zakwalifikowała się | Nie zakwalifikowała się | Nie zakwalifikowała się | Nie zakwalifikowała się |
| 2004  | Nie zakwalifikowała się | Nie zakwalifikowała się | Nie zakwalifikowała się | Nie zakwalifikowała się |
| 2008  | Nie zakwalifikowała się | Nie zakwalifikowała się | Nie zakwalifikowała się | Nie zakwalifikowała się |
| 2012  | 11                      | 5                       | 0                       | 5                       |
| 2016  | Nie zakwalifikowała się | Nie zakwalifikowała się | Nie zakwalifikowała się | Nie zakwalifikowała się |
| 2020  | Nie zakwalifikowała się | Nie zakwalifikowała się | Nie zakwalifikowała się | Nie zakwalifikowała się |
| Razem | Najlepsze: 11. miejsce  | 5                       | 0                       | 5                       |

### Mistrzostwa świata
| Rok   | Pozycja                 | M                       | Z                       | P                       |
| ----- | ----------------------- | ----------------------- | ----------------------- | ----------------------- |
| 1950  | Część Francji           | Część Francji           | Część Francji           | Część Francji           |
| 1954  | Część Francji           | Część Francji           | Część Francji           | Część Francji           |
| 1959  | Nie zakwalifikowała się | Nie zakwalifikowała się | Nie zakwalifikowała się | Nie zakwalifikowała się |
| 1963  | Nie zakwalifikowała się | Nie zakwalifikowała się | Nie zakwalifikowała się | Nie zakwalifikowała się |
| 1967  | Nie zakwalifikowała się | Nie zakwalifikowała się | Nie zakwalifikowała się | Nie zakwalifikowała się |
| 1970  | Nie zakwalifikowała się | Nie zakwalifikowała się | Nie zakwalifikowała się | Nie zakwalifikowała się |
| 1974  | Nie zakwalifikowała się | Nie zakwalifikowała się | Nie zakwalifikowała się | Nie zakwalifikowała się |
| 1978  | Nie zakwalifikowała się | Nie zakwalifikowała się | Nie zakwalifikowała się | Nie zakwalifikowała się |
| 1982  | Nie zakwalifikowała się | Nie zakwalifikowała się | Nie zakwalifikowała się | Nie zakwalifikowała się |
| 1986  | Nie zakwalifikowała się | Nie zakwalifikowała się | Nie zakwalifikowała się | Nie zakwalifikowała się |
| 1990  | Nie zakwalifikowała się | Nie zakwalifikowała się | Nie zakwalifikowała się | Nie zakwalifikowała się |
| 1994  | Nie zakwalifikowała się | Nie zakwalifikowała się | Nie zakwalifikowała się | Nie zakwalifikowała się |
| 1998  | Nie zakwalifikowała się | Nie zakwalifikowała się | Nie zakwalifikowała się | Nie zakwalifikowała się |
| 2002  | Nie zakwalifikowała się | Nie zakwalifikowała się | Nie zakwalifikowała się | Nie zakwalifikowała się |
| 2006  | Nie zakwalifikowała się | Nie zakwalifikowała się | Nie zakwalifikowała się | Nie zakwalifikowała się |
| 2010  | 24                      | 5                       | 0                       | 5                       |
| 2014  | Nie zakwalifikowała się | Nie zakwalifikowała się | Nie zakwalifikowała się | Nie zakwalifikowała się |
| 2019  | 20                      | 5                       | 3                       | 2                       |
| 2023  | Zaplanowane             | Zaplanowane             | Zaplanowane             | Zaplanowane             |
| Razem | Najlepsze: 20. miejsce  | 10                      | 3                       | 7                       |

### AfroBasket
| Rok   | Pozycja                 | M                       | Z                       | P                       |
| ----- | ----------------------- | ----------------------- | ----------------------- | ----------------------- |
| 1962  | Nie zakwalifikowała się | Nie zakwalifikowała się | Nie zakwalifikowała się | Nie zakwalifikowała się |
| 1964  | 4                       | 5                       | 2                       | 3                       |
| 1965  |                         | 4                       | 2                       | 2                       |
| 1968  | Nie zakwalifikowała się | Nie zakwalifikowała się | Nie zakwalifikowała się | Nie zakwalifikowała się |
| 1970  |                         | 4                       | 2                       | 2                       |
| 1972  | 5                       | 6                       | 4                       | 2                       |
| 1974  |                         | 6                       | 4                       | 2                       |
| 1975  | 5                       | 5                       | 0                       | 5                       |
| 1978  | Nie zakwalifikowała się | Nie zakwalifikowała się | Nie zakwalifikowała się | Nie zakwalifikowała się |
| 1980  | Nie zakwalifikowała się | Nie zakwalifikowała się | Nie zakwalifikowała się | Nie zakwalifikowała się |
| 1981  | 6th                     | 5                       | 3                       | 2                       |
| 1983  | Nie zakwalifikowała się | Nie zakwalifikowała się | Nie zakwalifikowała się | Nie zakwalifikowała się |
| 1985  | 8                       | 6                       | 2                       | 4                       |
| 1987  | 5                       | 4                       | 2                       | 2                       |
| 1989  | 8                       | 6                       | 2                       | 4                       |
| 1992  | 7                       | 5                       | 1                       | 4                       |
| 1993  | 8                       | 5                       | 1                       | 4                       |
| 1995  | Nie zakwalifikowała się | Nie zakwalifikowała się | Nie zakwalifikowała się | Nie zakwalifikowała się |
| 1997  | Nie zakwalifikowała się | Nie zakwalifikowała się | Nie zakwalifikowała się | Nie zakwalifikowała się |
| 1999  | 5                       | 6                       | 4                       | 2                       |
| 2001  | 4                       | 7                       | 4                       | 3                       |
| 2003  | 6                       | 6                       | 3                       | 3                       |
| 2005  | 8                       | 7                       | 3                       | 5                       |
| 2007  | 6                       | 8                       | 4                       | 4                       |
| 2009  |                         | 9                       | 6                       | 3                       |
| 2011  |                         | 7                       | 7                       | 0                       |
| 2013  | 9                       | 5                       | 4                       | 1                       |
| 2015  |                         | 7                       | 6                       | 1                       |
| 2017  |                         | 6                       | 6                       | 0                       |
| 2021  |                         | 6                       | 6                       | 0                       |
| Razem | Najlepsze: 1. miejsce   | 136                     | 78                      | 58                      |

### Igrzyska afrykańskie
| 1965 | –  | Igrzyska Afrykańskie 1965 | Brazzaville, Kongo        |
| 1973 |    | Igrzyska Afrykańskie 1973 | Lagos, Nigeria            |
| 1978 |    | Igrzyska Afrykańskie 1978 | Algier, Algieria          |
| 1991 | –  | Igrzyska Afrykańskie 1991 | Kair, Egipt               |
| 1995 | –  | Igrzyska Afrykańskie 1995 | Harare, Zimbabwe          |
| 1999 | –  | Igrzyska Afrykańskie 1999 | Johannesburg, Afryka Płd. |
| 2003 | –  | Igrzyska Afrykańskie 2003 | Abudża, Nigeria           |
| 2007 | 10 | Igrzyska Afrykańskie 2007 | Algier, Algieria          |
| 2011 | –  | Igrzyska Afrykańskie 2011 | Maputo, Mozambik          |
| 2015 | –  | Igrzyska Afrykańskie 2015 | Brazzaville, Kongo        |

### Mistrzostwa arabskie
| 1981 |               | Mistrzostwa Arabskie 1981 | Tunis, Tunezja                      |
| 1983 |               | Mistrzostwa Arabskie 1983 | Amman, Jordania                     |
| 1985 | Nie rozegrano | Mistrzostwa Arabskie 1985 | Kair, Egipt                         |
| 1989 | 4             | Mistrzostwa Arabskie 1989 | Damaszek, Syria                     |
| 1991 |               | Mistrzostwa Arabskie 1991 | Kair, Egipt                         |
| 1992 |               | Mistrzostwa Arabskie 1992 | Damaszek, Syria                     |
| 2000 | 4             | Mistrzostwa Arabskie 2000 | Algier, Algieria                    |
| 2002 |               | Mistrzostwa Arabskie 2002 | Kair, Egipt                         |
| 2005 | 4             | Mistrzostwa Arabskie 2005 | Rijad, Arabia Saudyjska             |
| 2007 |               | Mistrzostwa Arabskie 2007 | Kair, Egipt                         |
| 2008 |               | Mistrzostwa Arabskie 2008 | Tunis, Tunezja                      |
| 2009 |               | Mistrzostwa Arabskie 2009 | Rabat, Maroko                       |
| 2011 | 4             | Mistrzostwa Arabskie 2011 | Doha, Katar                         |
| 2022 |               | Mistrzostwa Arabskie 2022 | Dubaj, Zjednoczone Emiraty Arabskie |

### Igrzyska panarabskie
| 1957 |   | Igrzyska Panarabskie 1957 | Bejrut, Liban   |
| 1985 |   | Igrzyska Panarabskie 1985 | Rabat, Maroko   |
| 1992 |   | Igrzyska Panarabskie 1992 | Damaszek, Syria |
| 2011 | 4 | Igrzyska Panarabskie 2011 | Doha, Katar     |

### Igrzyska śródziemnomorskie
| 1975 | 7 | Igrzyska Śródziemnomorskie 1975 | Algier, Algieria   |
| 1983 | 7 | Igrzyska Śródziemnomorskie 1983 | Casablanca, Maroko |
| 1987 | 4 | Igrzyska Śródziemnomorskie 1987 | Latakia, Syria     |
| 2001 | 5 | Igrzyska Śródziemnomorskie 2001 | Tunis, Tunezja     |
| 2013 |   | Igrzyska Śródziemnomorskie 2013 | Mersin, Turcja     |

### Igrzyska solidarności islamskiej
| 2005 | 4               | Igrzyska Solidarności Islamskiej 2005 | Mekka, Arabia Saudyjska |
| 2010 | Anulowano       | Igrzyska Solidarności Islamskiej 2010 | Teheran, Iran           |
| 2013 | Nie dostała się | Igrzyska Solidarności Islamskiej 2013 | Palembang, Indonezja    |

### Puchar Stankovicia FIBA
| 2012 |  | Puchar Stankovicia FIBA 2012 | Kanton, Chiny   |
| 2018 |  | Puchar Stankovicia FIBA 2018 | Shenzhen, Chiny |
| 2019 |  | Puchar Stankovicia FIBA 2019 | Shenzhen, Chiny |

### Międzynarodowy Puchar Króla Abdullaha II
| 2003 |  | Puchar Króla Abdullaha II 2003 | Amman, Jordania |
| 2004 |  | Puchar Króla Abdullaha II 2004 | Amman, Jordania |
| 2007 |  | Puchar Króla Abdullaha II 2007 | Amman, Jordan   |
| 2008 |  | Puchar Króla Abdullaha II 2008 | Amman, Jordania |
| 2011 |  | Puchar Króla Abdullaha II 2011 | Amman, Jordania |
| 2021 |  | Puchar Króla Abdullaha II 2021 | Amman, Jordania |

### Turniej koszykarski w Czechach
| 2019 |  | Turniej koszykarski w Czechach 2019 | Praga, Czechy |

### Skład

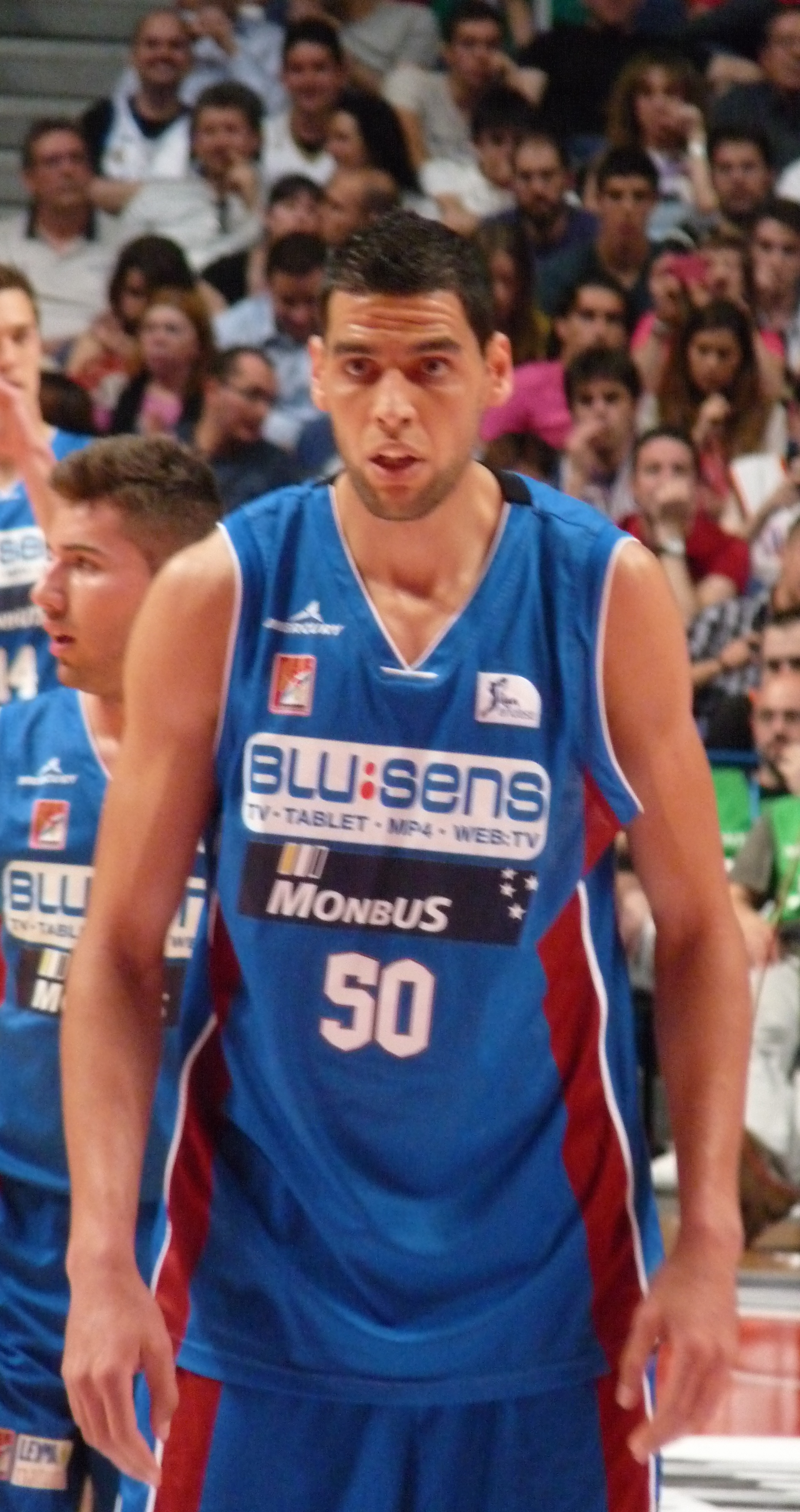
Salah Mejri (2013)

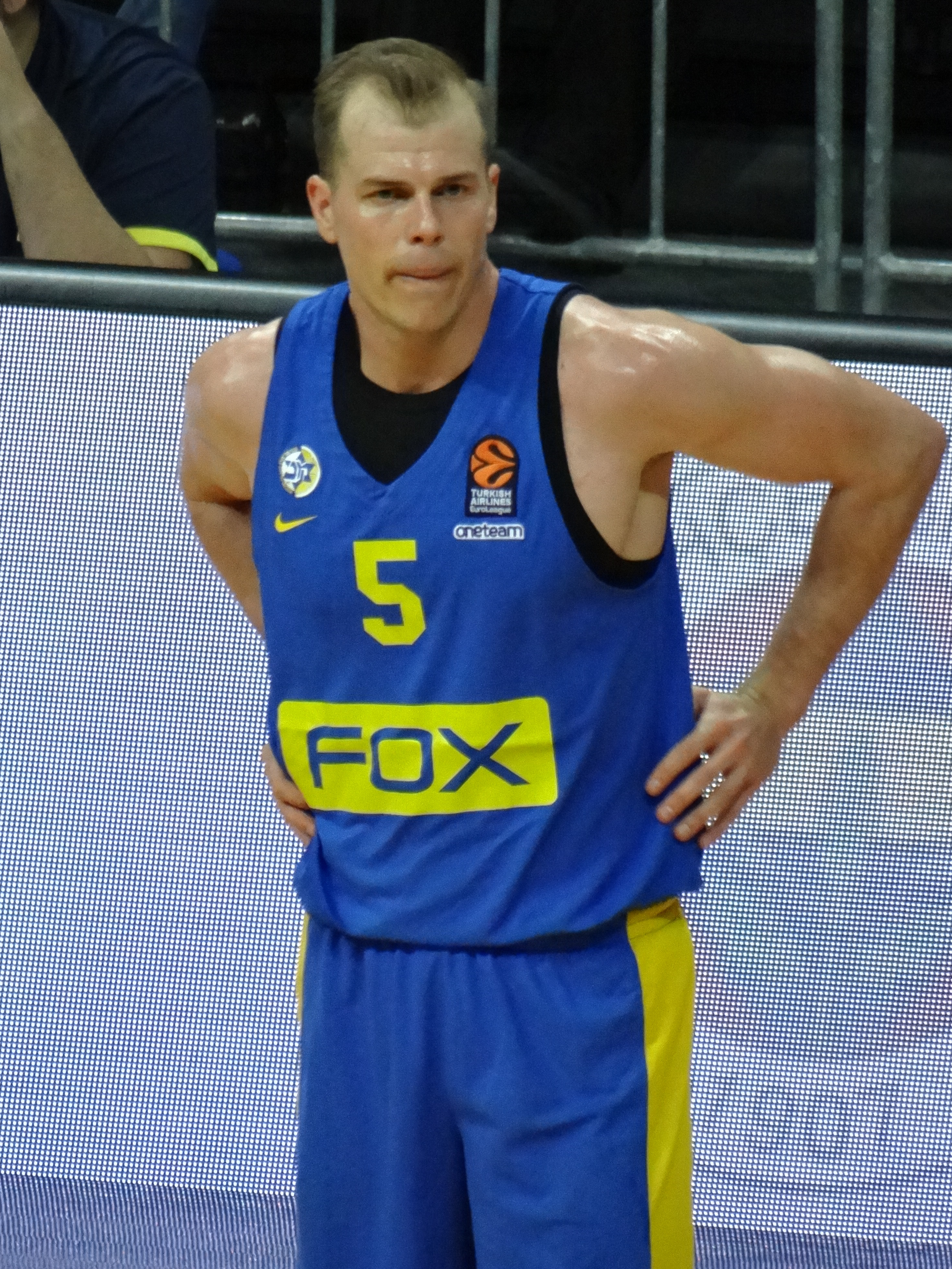
Michael Roll (2018)

Skład Tunezji w kwalifikacjach do mistrzostw świata 2023.
Tunezja
| Nr | Poz. | Nazwisko i imię      | Data urodzenia | Klub              | Wzrost  | Masa ciała |
| -- | ---- | -------------------- | -------------- | ----------------- | ------- | ---------- |
| 1  | G    | Marnaoui, Oussama    | 1999–06–16     | US Monastir       | 193 cm  |            |
| 3  | G    | Gannouni, Achref     | 1997–04–16     | US Monastir       | 192 cm  |            |
| 4  | PG   | Abada, Omar          | 1993–04–20     | Al-Ittihad Dżudda |         |            |
| 5  | SG   | Chennoufi, Ziyed     | 1998–11–29     | US Monastir       | 201 cm  |            |
| 7  | SG   | El Mabrouk, Mourad   | 1993–01–04     | Jalaa SC          | 185 cm  |            |
| 9  | PF   | Hadidane, Mohamed    | 1986–04–27     | Al Wahda          | 203 cm  |            |
| 10 | PF   | Toumi, Yacine        | 2000–10–12     | BWB Team 3 Men    | 204 cm  |            |
| 11 | C    | Ghyaza, Mokhtar      | 1986–11–15     | US Monastir       | 204 cm  |            |
| 12 | PF   | Ben Romdhane, Makrem | 1989–03–27     | Benfica           | 204 cm  |            |
| 20 | SG   | Roll, Michael        | 1987–04–12     | Pınar Karşıyaka   | 195 cm  |            |
| 23 | PF   | Lahiani, Firas       | 1991–07–16     | Smouha SC         | 204 cm  |            |
| 50 | C    | Mejri, Salah         | 1987–08–03     | Al-Dżahra SC      | 2017 cm |            |

Selekcjoner:  Erman Kunter
 Asystenci: Amine Rzig • Oualid Zrida

## Trenerzy
| Przedział czasowy | Trener             |
| ----------------- | ------------------ |
| 1957–1959         | Hammadi Driss      |
| 1960–1961         | Griffith           |
| 1961–1962         | Borhane Errais     |
| 1962–1963         | Miodrag Stefanović |
| 1963–1965         | Borhane Errais     |
| 1965–1966         | Waleński           |
| 1966–1967         | Faherty            |
| 1967–1968         | Katarzyński        |
| 1968–1971         | Igor Tocigl        |
| 1971              | Václav Krása       |
| 1971–1972         | Bill Sweek         |

| Przedział czasowy | Trener           |
| ----------------- | ---------------- |
| 1972–1978         | Mohamed Senoussi |
| 1978–1979         | Khaled Senoussi  |
| 1979–1981         | Mohamed Senoussi |
| 1981              | Khaled Senoussi  |
| 1982–1983         | Mohamed Zaouali  |
| 1983–1987         | Youri Velligoura |
| 1988–1990         | Ridha Laabidi    |
| 1990–1991         | Mohamed Senoussi |
| 1991–1992         | Khaled Senoussi  |
| 1992–1994         | Mohamed Zaouali  |
| 1994–1996         | Igor Tocigl      |

| Przedział czasowy | Trener                              |
| ----------------- | ----------------------------------- |
| 1997–1998         | Juan Manuel Monsalve                |
| 1998–1999         | Mustapha Bouchenak                  |
| 1999–2000         | Zoran Zupecevic                     |
| 2000–2001         | Francis Jordane , Mounir Ben Sliman |
| 2001–2002         | Adel Tlatli                         |
| 2002–2003         | Marijan Novović                     |
| 2004              | Walid Gharbi                        |
| 2004–2016         | Adel Tlatli                         |
| 2016–2020         | Mário Palma                         |
| 2020–2022         | Dirk Bauermann                      |
| od 2022           | Erman Kunter                        |